# Hans Klausen
Hans Klausen, död 1616 var en dansk guldsmed i Vä.
Hans Klausen omtalas första gången 1594 är säkert identifierad med en Iohannis Claudii som signerat och stämplat en kalk i Östra Broby kyrka. Han blev borgare i Vä 1602, kämnär 1603 och var rådman 1603–1611. Han flyttade omkring 1614 till Kristianstad.
Hans kända arbete är en kalk daterad 1596 i Nävlinge kyrka, en kalk daterad 1597 i Nävlinge kyrka, en brudkrona daterad 1597 i Skepparslövs kyrka, en kalk daterad 1598 i Östra Broby kyrka, en kalk daterad 1601 i Heliga Trefaldighets kyrka, Kristianstad, en kalk daterad 1605 i Mörrums kyrka och en kalk daterad 1609 i Kvidinge kyrka.